# Mario Yepes
Mario Alberto Yepes Díaz, född 13 januari 1976 i Cali, är en colombiansk före detta fotbollsspelare som senast spelade för San Lorenzo som mittback. 
Mario Yepes startade sin karriär när han spelade för sin stads fotbollsklubb tills han senare blev skickad till Deportivo Cali från Cortulua år 1994. Han vann två colombianska mästerskap med Deportivo Cali. Efter detta började hans kändisskap i hemlandet växa till sig. År 1999 började han spela för den argentinska fotbollsklubben CA River Plate. I denna klubben blev han en stor stjärna och vann två argentinska mästerskap. Flera italienska och engelska fotbollsklubbar ville köpa honom, men han valde att skriva på konrakt för FC Nantes Atlantique i januari 2002. Det var då han fick smeknamnet El Rey.
Han spelade även i Colombias fotbollslandslag med vilka han vann Copa America 2001.

## Meriter

### Klubblag
Deportivo Cali
- Categoría Primera A: 1998

River Plate
- Primera División de Argentina: Apertura 1999, Clausura 2000

Paris Saint-Germain
- Coupe de France: 2005/2006
- Coupe de la Ligue: 2007/2008

Milan
- Serie A: 2010/2011
- Supercoppa italiana: 2011

### Landslag
Colombia
- Copa América: 2001